# آن كالاواي
آن كالاواي (بالإنجليزية: Ann Callaway) هي ملحنة أمريكية، ولدت في 28 أكتوبر 1949 في واشنطن العاصمة في الولايات المتحدة.